# Jacob Butterfield
Jacob Luke Butterfield (* 10. Juni 1990 in Bradford) ist ein englischer Fußballspieler auf der Position eines Mittelfeldspielers, der zuletzt beim schottischen Erstligisten FC St. Johnstone unter Vertrag stand.

## Karriere

### FC Barnsley
Der aus der eigenen Jugendakademie stammende Jacob Butterfield debütierte am 29. August 2007 für den FC Barnsley bei einer 0:2-Auswärtsniederlage bei Newcastle United in der zweiten Runde des englischen Ligapokals. Nach jeweils drei Ligaeinsätzen in den Spielzeiten 2007/08 und 2008/09, kam er in der Football League Championship 2009/10 zu zwanzig Einsätzen und erzielte dabei seinen ersten Ligatreffer. Nach zwei weiteren Spielzeiten im unteren Tabellendrittel der zweiten englischen Liga entschied sich der 22-jährige Butterfield im Sommer 2012 seinen auslaufenden Vertrag nicht zu verlängern.

### Norwich City und FC Middlesbrough
Am 3. Juli 2012 gab der Erstligist Norwich City die Verpflichtung des Mittelfeldspielers bekannt, der aufgrund einer im Dezember 2011 erlittenen Knieverletzung erst Ende September 2012 für seinen neuen Verein einsatzbereit war. Aufgrund fehlender Einsatzzeiten bei seinem neuen Verein wechselte Butterfield am 8. November 2012 zum Zweitligisten Bolton Wanderers, für den er in knapp zwei Monaten acht Ligapartien bestritt. Nach seiner zwischenzeitlichen Rückkehr nach Norwich, folgte Mitte Januar 2013 eine weitere Ausleihe an den Zweitligisten Crystal Palace F.C.
Anfang September 2013 wechselte Jacob Butterfield zum FC Middlesbrough und unterschrieb einen Dreijahresvertrag bei dem Zweitligisten. In der Football League Championship 2013/14 erzielte er drei Treffer in einunddreißig Ligaspielen für den Tabellenzwölften der zweiten englischen Liga.

### Huddersfield Town und Derby County
Am 13. August 2014 wechselte Butterfield erneut den Verein und schloss sich Huddersfield Town an. Für sein neues Team konnte er in der Saison 2014/15 sechs Tore erzielen und wurde aufgrund seiner guten Leistungen am Ende der Spielzeit zum besten Spieler seiner Mannschaft in der abgelaufenen Spielzeit gewählt.
Per 1. September 2015 gab Derby County die Verpflichtung des Mittelfeldspielers für eine Ablösesumme von ca. 4 Millionen Pfund bekannt. Mit County zog Butterfield (38 Spiele/7 Tore) als Tabellenfünfter der Football League Championship 2015/16 in die Play-offs ein, scheiterte dort jedoch vorzeitig an Hull City. In der anschließenden Spielzeit verpasste er mit dem ambitionierten Zweitligisten als Tabellenneunter den avisierten Aufstieg in die Premier League.